# 周宜霈
周宜霈（1984年10月21日—），舊藝名大牙，台灣女藝人，畢業於華岡藝校表演藝術科。原為饒舌團體「地下國度」的成員，因為參加電視節目《我愛黑澀會》中表現出色，被選為黑Girl第一代成員之一。她同時是黑Girl隊長，外號「性感美眉」。曾是臺灣Channel V娛樂台的VJ、《我愛黑澀會》助教，是節目中唯一能升為VJ的美眉，並且是第一位奪得三次優勝的美眉。
2010年3月17日，大牙因為加盟傳奇星娛樂並宣佈退出黑Girl。2014年約滿後轉到重感情創意工作室。2014年起，大牙開始以本名周宜霈出席綜藝節目，2015年演藝重心轉為戲劇演出。
2023年6月26日，大牙在臉書控訴2012年7月18日凌晨遭當時的經紀公司傳奇星老闆陳建州（黑人）深夜直闖她飯店房間性騷，但陳立即發聲明否認，女星郭源元隨後在6月28日於臉書發文，陳述黑人對自己的性騷擾經驗支持大牙，決定說出來的原因只有一個，就是不想讓大牙只有一個人，而後陳建州突撤告改提刑事告訴。同年12月，臺北地檢署表示：有相當理由確信周宜霈之言為真實，顯然非故意捏造，給予不起訴處分。

## 音樂作品

### 創作
| 發行日期      | 專輯               | 作品                       | 負責項目 |
| 2008年8月29日 | 黑Girl首張同名專輯 | 哈庫吶瑪塔塔 Hakuna Matata | 填詞     |
| 2010年6月29日 | 未收錄             | 雨天 Rainy Day             | 填詞     |
| 2010年7月5日  | 未收錄             | 一個人 Alone               | 填詞     |
| 2010年7月6日  | 未收錄             | 而，我們 Now, Us           | 填詞     |
| 2011年5月17日 | 未收錄             | 敲敲門 Knock On The Door   | 填詞     |

## 電視劇
| 首播日期 | 播出頻道         | 劇名                | 飾演     |
| 2006年   | 衛視中文台       | 天使情人            | 小君     |
| 2007年   | 衛視中文台       | 黑糖瑪奇朵          | 羅莉凱   |
| 2007年   | 網路劇           | 黑糖來了            | 大牙     |
| 2007年   | 公視             | 我在墾丁*天氣晴     | 小雁     |
| 2008年   | 衛視中文台       | 黑糖群俠傳          | 邪教護法 |
| 2011年   | 三立都會台       | 勇士們              | 王靜雯   |
| 2015年   | 中視             | 金魚媽媽            | 葉凱琪   |
| 2015年   | 三立都會台       | 他看她的第2眼       | 吳智琳   |
| 2015年   | 愛奇藝           | 星空中的潘朵拉      | 楊欣     |
| 2016年   | 三立都會台       | 1989一念間          | 胡麗菁   |
| 2016年   | 三立都會台       | 飛魚高校生          | 黑茉莉   |
| 2017年   | 三立台灣台       | 一家人              | 呂媜兒   |
| 2017年   | 公視             |                     | 毒女     |
| 2018年   | 三立台灣台       | 金家好媳婦          | 趙映心   |
| 2019年   | 三立台灣台       | 天之蕉子            | 柯美娟   |
| 2020年   | 大愛電視台       | 迎風而立            | 王太太   |
| 2021年   | 三立台灣台       | 天之驕女            | 彭安琪   |
| 2021年   | 台視             | 一個屋簷下          | 陳文琪   |
| 2023年   | 三立台灣台       | 一家團圓            | 鄒彤彤   |
| 2023年   | 公視、八大戲劇台 | 最佳利益2－決戰利益 | 左護法   |
| 2025年   | 大愛電視台       | 生日快樂            | 張智容   |
| 2025年   | 公視台語台       | 夾縫人生            |          |
| 2025年   | 三立台灣台       | 百味人生            | 柯青艾   |

## 音乐录影带(MV)
- 2004年《Do That to Me One More Time》潘瑋柏
- 2006年《宇宙》Zayin

### 配音
- 《快樂腳》（聲音演出－葛莉亞，2007）
- 《電影版》（聲音演出-霸子，2007）

## 出版作品

### 寫真書
| 發行日期      | 作品                       | 出版社   | 作者                           |
| 2013年1月23日 | 偷窺24hr.×周宜霈大牙寫真集 | 推守文化 | 大牙(周宜霈)/著；Leaf Yeh/攝影 |

## 主持作品

### 電視节目
- 中視《金曲超級星-愛秀大明星》（已停播）
- 三立都會台《愛玩客》（與小鐘搭檔主持）（已退出）
- 中天綜合台《台灣腳逛大陸》
- TVBS-G 《娛樂新聞 ─ 美眉ㄅㄠˋㄅㄠˋ》
- Channel V《我愛黑澀棒棒堂》、《我愛黑澀會》、《音樂飆榜》、《VJ普普風》、《〔V〕好機會》
- 四川衛視《給力男子漢》
- 中華電信MOD《潮流瘋》
- 香港 now寬頻電視《18 22》（與 黑人、Apple搭檔主持）
- 緯來電視網《走馬不看花》